# Søhuset i Bergevik
Søhuset i Bergevik (norsk: Sjøhuset i Bergevik) er et norsk søhus i Bergevik i Forsand kommunen, huset blev bygget i 1850 af Ivar Halvorson Berge. I dag er søhuset museum hos Ryfylkemuseet og er åbent for rundvisninger i sommerperioden. I løbet af 2006 var der 233 registrerede besøgende.